# Jude Bellingham
Jude Victor William Bellingham (født 29. juni 2003) er en engelsk professionel fodboldspiller, som spiller for La Liga-klubben Real Madrid og Englands landshold. Han anses som en af de bedste fodboldspillere i verden, og fik sit gennembrud som bare 16-årig hos sin barndomsklub Birmingham City. 

## Klubkarriere

### Birmingham City
Bellingham blev en del af Birmingham Citys akademi da han var 7-år gammel. Han imponerede for Birminghams ungdomshold, og blev i 2019 kåret som den 49. mest spændende teenager i engelsk fodbold af magasinet FourFourTwo i en alder af kun 15 år.
Han fik sin førsteholdsdebut den 6. august 2019, og blev hermed den yngste førsteholdsspiller i Birmingham Citys historie. Han scorede sit debutmål den 31. august, og blev dermed også klubbens yngste målscorer nogensinde. Han var en fast mand på holdet for resten af sæsonen, og vandt efter sæsonen var ovre både Championship Apprentice of the Year og EFL Young Player of the Season.
Bellingham forlod i sommeren 2020, og Birmingham City besluttede derpå at pensionere hans nummer 22.

### Borussia Dortmund
Bellingham var ønsket at mange storhold, og besluttede sig at skifte til tyske Borussia Dortmund. Ved Bellinghams transfer til Dortmund, blev han den dyreste 17-årige spiller i nogensinde. Han fik sin debut den 14. september 2020 i en DFB-pokal kamp imod Duisburg. Han scorede sit debutmål i samme kamp, og blev hermed Dortmunds yngste målscorer, og den yngste målscorer i DFB-pokalen nogensinde. Hans rekord som Dortmunds yngste målscorer blev dog slået i december 2020 af Youssoufa Moukoko. Efter 2020-21 sæsonen blev han stemt som sæsonen bedste nye spiller, altså bedste spiller som spillede sin første sæson i Bundesliga.
Bellingham etablerede sig over de næste sæsoner som fast mand på Dortmunds hold, og som en af de bedste unge spillere i verden. Han blev i 2022-23 sæsonen kåret som årets spiller i Bundesligaen, da Dortmund kom meget tæt på at vinde titlen, men tabte den på de sidste kampdag.

### Real Madrid
Det blev den 14. juni 2023 annonceret, at Bellingham skiftede til spanske Real Madrid i en aftale som gjorde ham til den næstdyreste engelske spiller nogensinde, kun efter Jack Grealish. Han havde en fantastisk start på sin med klubben, da han scorede 10 mål i sine første 10 kampe, og hermed matchede Cristiano Ronaldos rekord for flest mål i sine første 10 kamp for Real Madrid. Han var del af at Real Madrid nåede hele vejen til Champions League-finalen, hvor han mødte sin tidligere klub Borussia Dortmund. Madrid sejrede her 2-0.

## Landsholdskarriere

### Ungdomslandshold
Bellingham har repræsenteret England på flere ungdomsniveauer.

### Seniorlandsholdet
Bellingham blev valgt til Englands seniorlandshold for første gang i november 2020, efter at Trent Alexander-Arnold og James Ward-Prowse begge havde trukket sig på grund af skader. Han fik sin debut den 12. november 2020 i en venskabskamp imod Irland. Han blev her den tredjeyngste spiller, til at spille for Englands landshold nogensinde.
Bellingham blev valgt som del af Englands trup til Europamesterskabet i 2020, som på grund af COVID-19 blev afholdt i 2021. Efter at Bellingham blev skiftet ind imod Kroatien den 13. juni 2021, blev han den yngste spiller nogensinde til at spille ved Europamesterskaberne. Denne rekord holdt dog kun i 6 dage, før at den blev slået af Polens Kacper Kozłowski.
Bellingham var del af Englands trup til VM 2022. Han scorede sit første mål for det engelske landshold den 21. november 2022 i Englands 6-2 sejr over Iran i gruppespillet.